# Nadiya Hussain
Nadiya Jamir Hussain (née Begum le 25 décembre 1984) est une cheffe,, auteure et présentatrice de télévision britannique. Elle est découverte par le grand public après avoir remporté la sixième édition du programme de cuisine The Great British Bake Off sur la BBC en 2015,. Après sa victoire, elle signe plusieurs contrats avec la BBC pour tourner les émissions The Chronicles of Nadiya, Nadiya's British Food Adventure (en) et Nadiya's Family Favourites (en), co-présenter The Big Family Cooking Showdown (en) et devenir contributrice régulière de The One Show (en).
N. Hussain est chroniqueuse pour The Times et signe des contrats avec Penguin Random House, Hodder Children's Books et Harlequin. Elle est apparue en tant qu'invitée sur le plateau de Loose Women sur ITV. Elle est aussi invitée à préparer un gâteau pour le 90e anniversaire de la Reine Élisabeth II.
En 2017, Nadiya est nommée par Debrett's Peerage comme l'une des 500 personnes les plus influentes du Royaume-Uni et fait partie de la liste des 100 femmes les plus influentes de l'année de BBC News. En 2017, Hussain est nommée pour le prix Children’s Book of the Year décerné par le British Book Awards avec Bake Me A Story et pour le Breakthrough star de la Royal Television Society Awards avec The Chronicles of Nadiya.

## Enfance et éducation
Nadiya Hussain est la deuxième génération d'une famille anglo-bangladaise qui naît et grandit à Luton, où elle est élève à l'école secondaire Challney, puis au Luton Sixth Form College. Elle a trois frères et deux sœurs. Son père est chef cuisinier et propriétaire d'un restaurant indien. Elle commence à porter le hijab à l'âge de 14 ans pour cacher ses « cheveux moches plutôt qu'autre chose » parce que son père « les coupe vraiment mal »,,.
Adolescente, il lui est diagnostiqué un trouble panique et elle suit une thérapie cognitivo-comportementale. N. Hussain révèle sa bataille pour sa santé mentale dans un film de Sport Relief et s'attaque à son anxiété d’enfance dans un livre, My Monster and Me.
Elle apprend les bases de la cuisine à l'école ; sa mère ne cuisinait pas et se servait du four comme d'un placard. Elle apprend elle-même la cuisine dans des livres de recettes et des vidéos YouTube. Son livre préféré est un livre sur la cuisine sur plaque de cuisson de la romancière Irlandaise Marian Keyes.
Au moment de The Great British Bake Off, Nadiya est femme au foyer et vit à Leeds avec son mari, expert informatique, et leurs trois enfants, tout en étudiant la petite enfance à l'Open University. Lorsqu'elle remporte la finale, ils déménagent à Milton Keynes, près de Londres, afin qu'elle puisse poursuivre une carrière culinaire.

## Carrière télévisuelle

### The Great British Bake Off
En 2015, N. Hussain apparaît et gagne la sixième édition de The Great British Bake Off (l'équivalent britannique de Le Meilleur Pâtissier). Lors de la finale, elle cuisine 16 brioches glacées en trois heures, ainsi qu'un mille-feuilles à la framboise en deux heures, basé sur une recette de Paul Hollywood, et un gâteau à plusieurs couches de la forme de « My Big Fat British Wedding Cake » en deux heures. Pendant son discours de remerciement, elle déclare :

« Je ne me mettrai plus jamais de limites. Je ne dirai plus que je ne peux pas le faire. Je ne dirai plus « peut-être ». Je ne dirai plus « je ne pense pas que je puisse ». Je peux le faire et je le sais. »

Avec plus de 15 millions de téléspectateurs, la finale est l'émission la plus regardée de l'année 2015. Son apparition dans l'émission et sa popularité auprès du public qui suivit sont considérées comme des étapes importantes vers la suppression des stéréotypes sur la communauté musulmane et sur l'acceptation de la diversité culturelle.
N. Hussain devient la favorite des réseaux sociaux grâce à ses plats et sa façon de s'exprimer, ses partisans se nommant alors les « Nadiyators » ; elle gagne aussi le soutien du Premier Ministre David Cameron.

### Junior Bake Off
En 2016, N. Hussain devient juge pour Junior Bake Off (en) où elle remplace Mary Berry sur cette version pour les enfants de 9 à 12 ans de l'émission qui l'a révélée. Quarante enfants sont alors en concurrence pour créer les meilleurs gâteaux et friandises.

### The Chronicles of Nadiya
N. Hussain est la présentatrice d'un carnet gourmand de voyage, The Chronicles of Nadiya, pendant lequel elle voyage au Bangladesh sur les traces de ses racines culinaires. Elle rend visite à son grand-père paternel dans son village du Sylhet dans le nord-est du Bangladesh. Elle cuisine pour les membres de l'équipage de l'un des plus célèbres bateaux à roues à aubes du pays, et visite un village sur la côte où ils continuent de pratiquer l'art ancien de la pêche à la loutre. Dans la capitale Dhaka, elle aide Thrive, un organisme de bienfaisance offrant des repas aux écoliers pauvres.
Le premier épisode est diffusé immédiatement après The Great British Bake Off, le 24 août 2016 et est regardé par 4,5 millions de téléspectateurs, soit 20,5% des téléspectateurs de la tranche horaire. The Chronicles of Nadiya est nommé au National Television Awards en 2017 dans la catégorie « Factual Entertainment ». Pour The Chronicles of Nadiya, N. Hussain est nommée pour le prix Breakthrough star du Royal Television Society Awards en 2017.

### Nadiya's British Food Adventure
À partir de juillet 2017 N. Hussain présente Nadiya's British Food Adventure (en), une série de huit émissions sur BBC Two. N. Hussain voyage à travers le pays, visitant les petits producteurs de fruits et légumes, et retourne ensuite en cuisine pour les cuisiner,.
Un livre de cuisine publié par Michael Joseph, fait figurer de nouvelles recettes utilisant des ingrédients britanniques cuits dans un style bangladais, tels qu'un pain aux œufs et Masala, un Yorkshire pudding avec des graines de chia et des pakora d'aubergines avec du ketchup.

### Big Family Cooking Showdown
La même année, elle co-présente The Big Family Cooking Showdown (en) aux côtés de Zoë Ball (en),. N. Hussain quitte l'émission après une saison pour se concentrer sur sa propre émission Nadiya's Family Favourites et mentionne que sa décision est née de son désir de retourner en cuisine.

### Nadiya's Family Favourites
La diffusion de sa seconde série de cuisine, Nadiya’s Family Favourites (en) débute en juillet 2018 sur BBC Two.

### Apparitions dans les médias
Le jour de Noël 2015, N. Hussain fait une apparition dans l'émission de BBC One Michael McIntyre's Big Christmas Show enregistrée au Théâtre royal de Drury Lane. N. Hussain apparaît aussi en tant que journaliste pour The One Show (en) sur BBC One,.
N. Hussain est une présentatrice invitée pour l'émission Loose Women (en). Elle annonce lors de l'émission qu'elle a eu l'honneur de cuisiner le gâteau d'anniversaire pour le 90e anniversaire de la reine Élisabeth II,, un cake avec des morceaux d'orange et une crème au beurre à l'orange. N. Hussain raconte : « Quand j'ai dit à mes enfants (que j'ai cuisiné un gâteau pour la reine), les garçons ont gardé le secret. J'ai dit à ma fille et elle a dit, "Oh Mary Berry ? Vous avez fait beaucoup de gâteaux pour Marie Berry". ».
En août 2016, N. Hussain est l'invitée de Desert Island Discs (en) sur la BBC Radio 4 et est interviewée par Kirsty Young (en). Elle s'ouvre au sujet de ses luttes en tant que jeune mère, l'isolement social subi par certaines femmes musulmanes et comment elle prit confiance en elle grâce à Bake Off. Elle décrit aussi les injures raciales qu'elle reçoit toujours dans la rue et, déterminée à être un bon modèle pour ses enfants, la façon dont elle y répond par un « silence digne »,,.
En décembre 2016, N. Hussain présente un spectacle de deux heures de cuisine à son domicile, sur la BBC Radio 2 aux côtés d'Olly Smith dans le cadre des festivités de Noël sur la radio de la BBC. Le spectacle est son premier programme après la signature d'un accord d'exclusivité avec la BBC – stoppant alors les rumeurs disant qu'elle allait rejoindre la version de Channel 4 de Bake Off.
Le 9 décembre Hussein est l'invitée de The Graham Norton Show (en) sur BBC One.
En avril 2020, elle présente À table avec Nadiya (Time to eat), une série de 7 épisodes de 30 minutes produite par BBC et Netflix et diffusée sur Netflix,.

## Carrière dans l'écriture

### Journaux et magazines
N. Hussain est une collaboratrice du plus grand média de cuisine du Royaume-Uni, BBC's Good Food. N. Hussain écrit également une chronique hebdomadaire pour The Times, dans le supplément du samedi,,, et est chroniqueuse pour le magazine Essentials.
Ses recettes apparaissent également dans le magazine de la BBC Good Food le Fabulous Magazine du Sun du dimanche,, The Guardian et The Daily Telegraph.

### Auteure
N. Hussain signe avec l'éditeur britannique Michael Joseph, une structure de Penguin Random House pour son premier livre Nadiya's Kitchen, qui est un recueil de recettes qu'elle cuisine pour ses amis et sa famille. En 2017, Michael Joseph publie un livre de cuisine issu de son émission de cuisine sur la BBC 2, Nadiya's British Food Adventures.
N. Hussain écrit un livre pour enfants mélangeant recettes et histoire, Bake Me a Story, publié par Hodder Children's Books qui combine des versions mises à jour de contes de fées avec des dessins colorés et des recettes. En 2017, Bake Me a Story, est finaliste du prix Children's Book of a Year du British Book Awards. À la suite du succès du livre, un deuxième livre compilant des recettes et des histoires, Nadiya's Bake Me a Festive Story est publié en octobre 2017.
La top vente de 2016 dans la catégorie des livres de nourriture et de boissons, compilé par les industries Nielsen, place Nadiya's Kitchen et Bake Me a Story respectivement à la 3e et 4e place du classement.
Nadiya publie son premier roman, The Secret Lives of the Amir Sisters, en janvier 2017, avec l'aide de l'auteure Ayisha Malik (en) et est présenté comme une version musulmane britannique de Quatre Filles du docteur March. Un compte-rendu publié dans The Guardian par Jenny Colgan suscite une violente réaction sur les médias sociaux, un article où Colgan se demande si N. Hussain « a vraiment besoin de mettre son nom sur un roman, quand elle a déjà tellement d'espace pour s'exprimer ? » et accuse N. Hussain d'être « gourmande »,.

## Cuisine

### 90eanniversaire de la reine Élisabeth II
N. Hussain reçoit une commande du Palais de Buckingham pour cuisinier un cake à Élisabeth II dans le cadre de son 90e anniversaire. N. Hussain choisit de faire un cake à l'orange avec des morceaux d'orange et de la crème au beurre,.

### Autres commissions
Le Donjon de Londres lui demande de créer un pain sur le thème du feu pour célébrer le 350e anniversaire du grand incendie de Londres. En juin 2016, N. Hussain collabore avec l'Hôtel-spa Champneys pour créer un dessert pour leur thé de l'après-midi. Elle est également commandée par Disney pour faire un gâteau inspiré d'Alice pour la tea party sur Alice à travers le miroir à Londres,.

## Vie personnelle
À l'âge de 20 ans, Nadiya épouse Abdal N. Hussain, qu'elle a rencontré une seule fois avant, lors d'un mariage arrangé ; ils se marient lors d'une cérémonie traditionnelle au Bangladesh. Ils ont deux fils et une fille. L'anniversaire d'N. Hussain est le jour de Noël et celui de sa sœur Sadiya est la veille de Noël.
Hussain est l'ambassadrice de Starlight Children's Foundation (en), qui soutient les enfants gravement malades et est également une ambassadrice pour WaterAid. N. Hussain montre son soutien au Jour de l'Armistice par le port d'un « foulard coquelicot », visant à commémorer le nombre de soldats musulmans qui ont combattu durant la Première Guerre mondiale ainsi que pour promouvoir le port du coquelicot parmi les musulmans britanniques. En 2018, N. Hussain est devenu une ambassadrice de la marque Swarovski lors d'une campagne axée sur l'autonomisation des femmes.

## Prix et nominations
| Année | Prix                                     | Catégorie                               | Travail                         | Résultat |
| ----- | ---------------------------------------- | --------------------------------------- | ------------------------------- | -------- |
| 2017  | National Television Awards (NTA)         | Factual Entertainment                   | The Chronicles of Nadiya        |          |
| 2017  | Royal Television Society (RTS)           | Breakthrough star                       | The Chronicles of Nadiya        |          |
| 2017  | Grierson Awards                          | Meilleure Présentatrice de documentaire | The Chronicles of Nadiya        |          |
| 2017  | Women in Film & Television (Royaume-UNI) | Prix de la Présentatrice,               | The Chronicles of Nadiya        | Lauréat  |
| 2017  | British Book Awards                      | Children's Book of the Year             | Bake Me a Story                 |          |
| 2018  | RTS                                      | Factual Entertainment                   | Nadiya's British Food Adventure | Lauréat  |
| 2018  | Fortnum & Mason Food and Drink Awards    | Programme                               | Nadiya's British Food Adventure | Lauréat  |
| 2018  | Fortnum & Mason Food and Drink Awards    | Personnalité de l'Année                 | Nadiya's British Food Adventure | Lauréat  |

## Filmographie
Télévision
| Année       | Titre                           | Chaîne  | Rôle                    |
| ----------- | ------------------------------- | ------- | ----------------------- |
| 2015        | The Great British Bake Off      | BBC One | Gagnante                |
| 2015, 2016— | The One Show                    | BBC One | Présentatrice           |
| 2015—       | Saturday Kitchen',              | BBC One | Invitée                 |
| 2016        | Loose Women                     | ITV     | Panéliste occasionnelle |
| 2016        | The Chronicles of Nadiya        | BBC One | Présentatrice           |
| 2016        | Junior Bake Off                 | CBBC    | Juge                    |
| 2017        | Nadiya's British Food Adventure | BBC Two | Présentatrice           |
| 2017        | The Big Family Cooking Showdown | BBC Two | Co-présentatrice        |
| 2018        | Nadiya’s Family Favourites      | BBC Two | Présentatrice           |

### Fiction
- (en) The Secret Lives of the Amir Sisters, Arlequin, 2017 (ISBN 9780008192259)